# Haematopota fraterna
Haematopota fraterna är en tvåvingeart som beskrevs av H. Oldroyd 1952. Haematopota fraterna ingår i släktet Haematopota och familjen bromsar.
Artens utbredningsområde är Kongo. Inga underarter finns listade i Catalogue of Life.